# 瑙坦瓦
瑙坦瓦（Nautanwa），是印度北方邦Maharajganj县的一个城镇。总人口29259（2001年）。

## 人口
该地2001年总人口29259人，其中男性15248人，女性14011人；0—6岁人口4917人，其中男2556人，女2361人；识字率61.62%，其中男性为70.57%，女性为51.88%。